# Tarja Turunen
Tarja Soile Susanna Turunen Cabuli, finska sopranistka, * 17. avgusta 1977, Kitee, Finska.
Glasbe se je začela učiti pri šestih letih, pri osemnajstih pa se je preselila v mesto Kupio, kjer je študirala na akademiji Sibelius (Sibelius Academy). Tam je bil njen sošolec Tuomas Holopainen, ki je ravno v tistem času ustvarjal skupino in jo povabil, naj se mu pridruži. Tako sta leta 1996 ustanovila skupino Nightwish. Istega leta je Tarja nastopala tudi na opernem festivalu Savonlinna (Savonlinna Opera Festival), in že takrat postala mednarodno znana. Leta 1999 je tudi pela solo v Waltarijevem baletu Evankeliumi v finski nacionalni operi, ves ta čas pa tudi sodelovala pri skupini Nightwish.
V letih 2000 in 2001 je Turunenova še naprej nadaljevala turneje in snemanja z Nightwishi, po katerih se je vpisala na glabeno univerzo v Karlsruhu v Nemčiji. Medtem je posnela vokale za album Century Child (2002). Leta 2002 so Nightwish imeli tudi naporno svetovno turnejo z naslovom Century Child, po kateri so si vzeli premor. Takrat se je Tarja vrnila nazaj v Nemčijo.

## Albumi
Po premoru se je Turunenova vrnila k Nightwishom. Tako so leta 2004 posneli še zadnji skupni album Once. Skupaj so sicer posneli 6 albumov, in sicer: Angels Fall First (1997), Oceanborn (1998), Wishmaster (2000), Over the Hills and Far Away (2001), Century Child (2002) ter Once (2004).

## Solo kariera
Tarja Turunen se je po svojem sodelovanju s skupino Nightwish začela bolj aktivno ukvarjati s solo kariero. Decembra 2005 je nastopala na nekaj božičnih koncertih na Finskem, v Nemčiji, Španiji in v Romuniji. Tudi leta 2006 ni počivala, saj je izdala prvi solo album Henkäys Ikuisuudesta, in sicer v finščini, posnela pa je tudi vokale za album svojega brata Tima Turunena.
Leta 2007 je posnela album My Winter Storm in bila nominirana za 2 nagradi: ECHO za najboljšega novega izvajalca in emmo za najboljšega finskega izvajalca.